# Уолтер Батлер, 16-й граф Ормонд
Уолтер Батлер (англ. Walter Butler, 16th Earl of Ormonde, 9th Earl of Ossory; 10 июня 1703 — 2 июня 1783) — ирландский аристократ, де-юре 16-й граф Ормонд, 10-й граф Оссори и 8-й виконт Тёрлс (1766—1783).

## Карьера
24 июня 1766 года после смерти своего бездетного двоюродного брата, Джона Батлера, 15-го графа Ормонда, Уолтер Батлер унаследовал де-юре титулы 16-го графа Ормонда, 10-го графа Оссори и 8-го виконта Тёрлса.
После наследования титулов и владений Уолтер Батлер решил переехать в замок Килкенни, который был в очень плачевном состоянии. Его сын Джон Батлер женился на наследнице Энн Уондерфорд из Каслкомера. Уолтер и Джон Батлеры истратили большую часть её наследства на родовой замок. Они вновь проложили старую подъездную дорогу к замку, построили нову дорогу, а затем благоустроили и посадили замковый парк. Они построили конюшни и дворы на этой дороге. Уолтер Батлер переехал в недавно построенный Батлер-хаус в графстве Килкенни.
2 июня 1783 года Уолтер Батлер, 16-й граф Ормонд, скончался в возрасте 79 лет. Его титулы и владения унаследовал его единственный сын Джон Батлер, 17-й граф Ормонд. В 1791 году Палата лордов Ирландии признала все титулы Джона Батлера, 17-го графа Ормонда. Батлеры быстро восстановили свои позиции престиж. Они всегда владели большими земельными участками в графствах Килкенни и Типперэри, а теперь смогли стать крупнейшими землевладельцами на юго-востоке Ирландии.

## Происхождение
- Уолтер Батлер, 11-й граф Ормонд (1559—1632)
  - Томас Батлер, виконт Тёрлс (1594—1619), старший сын 11-го графа
    - Джеймс Батлер, 1-й герцог Ормонд (1610—1688), старший сын виконта Тёрлса
      - Томас Батлер, 6-й граф Оссори (1634—1680), старший сын 1-го герцога
        - Джеймс Батлер, 2-й герцог Ормонд (1665—1745), внук 1-го герцога
        - Чарльз Батлер, 1-й граф Арран (1671—1758), внук 1-го герцога, младший брат 2-го герцога Ормонда

    - Ричард Батлер из Килкэша[англ.] (1615—1701), младший сын виконта Терлс, брат 1-го герцога.
      - Уолтер Батлер из Гарририкена (ум. 1700), старший сын Ричарда, правнук 11-го графа Ормонда. Гарририкен — погост в баронстве Ноктофер, графство Килкенни
        - Полковник Томас Батлер из Гарририкена[англ.] (ум. 1738), старший сын Уолтера Батлера
          - Джон Батлер, 15-й граф Ормонд (ум. 1766), сына полковника Томаса Батлера

        - Джон Батлер из Гарририкена, второй сын Уолтера и брат полковника Томаса
          - Уолтер Батлер, 16-й граф Ормонд (1703—1783), сын Джона Батлера, потомок 11-го графа Ормонда и двоюродный брат 15-го графа Ормонда.

## Брак и дети
19 декабря 1732 года Уолтер Батлер женился на Эллен (Элеоноре) Моррис (1703 — 31 декабря 1793), старшей дочери Николаса Морриса из графства Дублин. У них был сын и три дочери:
- Джон Батлер, 17-й граф Ормонд (1740—1795), женат с 1769 года на Фрэнсис Сьюзан Элизабет Уондесфорд[1], дочери и наследнице Джона Уондесфорда, 1-го графа Уондесфорда и 5-го виконта Каслкомера. Когда граф Уондесфорд умер в 1784 году, его титулы прервались, а его поместья перешли к его зятю Джону Батлеру (по праву жены)[2]
- Леди Фрэнсис Батлер, жена Моргана Кавана из Баллихейла (графство Килкенни)[3]
- Леди Сюзанна Батлер, жена с 1755 года Томас Кавана МакМурроу[4]
- Леди Элеонор Шарлотта Батлер (1739—1829), один из Леди из Лланголлена.